# 桐島千沙
桐島 千沙（きりしま ちさ、1971年8月18日 - ）は、日本のAV女優。

## 略歴
東京都出身。2006年にデビューした。

## 出演作品

### アダルトビデオ
2006年
- 世田谷の妻たち 10　（11月17日、KIプランニング）　※「桐嶋千紗」名義
- 美熟女陵辱中出し 3　（12月20日、KIプランニング）　※「片瀬千秋」名義

2007年
- 挑発的艶熟夫人に白濁受精　（2月22日、KIプランニング）　※「島中千秋」名義
- 奴隷通信 No.33 或は「SMセラピー」ある30才女性の記録　（3月29日、アートビデオ）
- 気狂い痴女王 第弐弾　（4月27日、KIプランニング）
- 真性中出し契約　（5月15日、KIプランニング）　※「桐島優香」名義
- 人妻の売春 3 （5月20日、ビーワン）
- 背徳の母　（5月31日、センタービレッジ）
- 美乳・美尻・美脚 彼女は本物社長秘書　（6月7日、ディープス）
- 人妻楽園 Pleasure Love Affair.15　（6月9日、グラフィス）…オムニバス作品　他出演:礼子
- 義母と叔母　禁断の極上中出し関係　（6月20日、ネクストイレブン）…共演:白鳥美鈴
- 悦縛の宴　（7月1日、シネマジック）
- 現役本物社長秘書 緊縛陶酔SEX　（7月5日、ディープス）
- 堕ちた万引き妻 悲哀の妄淫凌辱　（7月7日、マドンナ）
- 美人団地妻の生中出し　（7月20日、ネクストイレブン）…オムニバス作品　他出演:宝来みずほ、高坂レイ
- 淑女　（8月4日、グラフィス）
- 人妻パンスト　（8月5日、小林興業）
- 美人妻むらりとキた話し　（8月16日、タカラ映像）
- ハレン痴女教師。　（9月6日、タカラ映像）
- 鬼竹肉艶女　（9月14日、KIプランニング）　※「ゆき子」名義
- 人妻の園　（9月19日、MARIA）
- 現役秘書の秘所　（9月25日、マドンナ）
- 人妻浣腸悦虐 完全版　（10月1日、シネマジック）
- 現役社長秘書と一泊旅行　（10月4日、ヒビノ）
- 愛する夫の目の前で… 〜美人妻アナル凌辱〜　（10月7日、マドンナ）
- 熟女蜂 この世の男たちは私の奴隷　（10月11日、ソルト・ペッパー）
- ダッチワイフ妻 私の淫乱妻を可愛がって下さい 11　（10月13日、グローリークエスト）
- 近親相姦シリーズ 淫母相姦 十五　（10月20日、ドリームステージ）
- 塀の中の懲りない熟女たち 熟女専門マドンナ刑務所　（10月25日、マドンナ）…共演:風間ゆみ、志村玲子、卯月杏、秋月彩乃、あらきれいこ
- 非日常的悶絶遊戯 第七十章 セルビデオショップでアルバイトをする奥様、千沙の場合　（11月1日、AVS）
- 禁断介護 9 〜縄嫁と義父の性〜　（11月1日、グローリークエスト）
- 黒い太陽 完全ドキュメント 人妻強制中出し　（11月11日、ソルト・ペッパー）
- 未亡人下宿で近●相姦 五十路母の誘惑　（11月23日、Nadeshiko）…共演:森山愛子
- 中出しされた女社長　（11月23日、Nadeshiko）
- 家政婦奴隷　（11月25日、マドンナ）
- 新・母子相姦遊戯 蔵の中の私 弐拾参　（12月5日、グローバルメディアエンタテインメント）
- すけべな息子に義母はメロメロ 6　（12月14日、東京音光）

2008年
- 奴隷妻 〜ド変態妻の果てることのない欲望〜　（1月5日、ヒビノ）
- 人妻拘束競泳水着 第一章　（1月18日、I.B.WORKS）
- 熟女温泉透けふぇち旅情 第五幕　（2月1日、AVS）
- 雪村春樹全集 8　（3月14日、スマイリー）
- となりの奥さん　（3月25日、マドンナ）
- お宅でねちょこ 5 人妻の裏姦 美熟絵図 『奥さんハマッてます』　（3月27日、イエローボックス）…オムニバス作品　他出演:穂波さやか
- 狙われた女教師　（4月7日、マドンナ）
- 中出しされた秘書 〜社内輪姦レイプ〜　（5月1日、ANIMALIJO）
- マゾ牝志願 熱蝋吊り責め　（6月1日、シネマジック）
- 美顔　（10月1日、溜池ゴロー）
- 桐島千沙 総集編 4時間　（10月7日、マドンナ）
- 義母 千沙　（11月13日、溜池ゴロー）

　他